# Adolf Feulner
Adolf Feulner (* 23. August 1884 in Schwabhausen bei Dachau; † 21. August 1945 in Wiesentheid) war ein deutscher Kunsthistoriker mit dem Schwerpunkt Barock und Rokoko.

## Biographie
Adolf Feulner, Sohn eines Volksschullehrers, wurde 1910 an der Universität München promoviert. Seit 1909 arbeitete er als Assistent beim Bayerischen Landesamt für Denkmalpflege. Als Leutnant wurde er im Ersten Weltkrieg im Kunstschutz eingesetzt.
Feulner war seit 1919 Konservator am Münchener Residenzmuseum, wo er 1923 zum Hauptkonservator befördert wurde. Ab 1930 war er Direktor des Kunstgewerbemuseums und des Historischen Museums in Frankfurt am Main. 1937 wurde er nach Köln als Generaldirektor der Kunstgewerbemuseum der Stadt Köln berufen und lehrte ab 1940 nebenamtlich als Professor an der Universität zu Köln. Am 18. November 1937 beantragte er die Aufnahme in die NSDAP und wurde rückwirkend zum 1. Mai desselben Jahres aufgenommen (Mitgliedsnummer 5.626.345).
Feulner, spezialisiert auf bayerisches Rokoko und Möbelgeschichte, publizierte auch zu Kunst und Kunstgewerbe Frankfurts. Er war Herausgeber der Reihe Deutsche Kunstführer im Dr. Benno Filser Verlag in Augsburg. Sein Spätwerk zeigt nationalsozialistische Einflüsse.
In seiner Position als Generaldirektor in Köln erwarb Adolf Feulner ab 1938 Kunstbestände jüdischer Sammler und Kunsthändler bedenkenlos und zu „günstigen Konditionen“ für die Kölner Museumssammlungen, die aufgrund der NS-Verfolgung verstärkt auf den Kunstmarkt kamen. Nachdem seine private Wohnung zerstört worden war, verließ er mit seiner Familie Köln und kam schließlich im Winter 1944 auf Schloss Wiesentheid in Unterfranken unter. Im Mai 1945 wurde ihm als Generaldirektor in Köln gekündigt, und nach Kriegsende versuchte er, seine Stellung wiederzuerlangen. Seine Mitgliedschaft in der NSDAP stand dem jedoch entgegen. Im August 1945 nahm sich Feulner, der spätestens seit 1932 an depressiven Phasen gelitten hatte, das Leben. Nach Prüfung der zuständigen Militärregierung wurde er posthum als „politisch unbedenklich“ eingestuft.

## Veröffentlichungen (Auswahl)
- Kirchliche Barockmalerei in Bayern. 1910. Münchener Dissertation
- Ignaz Günther, kurfürstlich bayerischer Hofbildhauer (1725–1775). Österreichische Staatsdruckerei, Wien 1920.
- Bayerisches Rokoko. Kurt Wolff 1923.
- Münchener Barockskulptur; Sammelbände zur Geschichte der Kunst und des Kunstgewerbes. Riehn und Reusch, Buch- und Kunstverlag,  München 1922.
- Die Deutsche Plastik des 16. Jahrhunderts. Kurt Wolff, München 1926.
- Die Deutsche Plastik des siebzehnten Jahrhunderts. H. Schmidt 1926.
- Kunstgeschichte des Möbels seit dem Altertum. Propyläen, 1927.
- O. O. Kurz und E. Herbert. (= Neue Werkkunst) F. E. Hübsch Verlag, Berlin 1927.
- Skulptur und Malerei des 18. Jahrhunderts in Deutschland. (»Handbuch der Kunstwissenschaft«). Akademische Verlagsanstalt Athenaion, Wildpark-Potsdam 1929. Digitalisat der Kujawo-Pommernschen Digitalen Bibliothek
- Frankfurter Fayencen Deutscher Verein für Kunstwissenschaft, Berlin 1935.
- Kunst und Geschichte, eine Anleitung zum kunstgeschichtlichen Denken. Hiersemann 1942.
- Ignaz Günther. Der grosse Bildhauer des bayerischen Rokoko. Münchener Verlag (ehemals F. Bruckmann), München 1947.